# Eparchie Faridabad
Die Eparchie Faridabad ist eine in Indien gelegene Eparchie der syro-malabarischen Kirche mit Sitz in Faridabad. 

## Geschichte
Die Eparchie Faridabad wurde am 6. März 2012 von Papst Benedikt XVI. errichtet. Erster Bischof wurde Kuriakose Bharanikulangara mit dem persönlichen Titel eines Erzbischofs. Die Eparchie erstreckt sich im Großraum Delhi über mehrere Jurisdiktionen des Lateinischen Ritus und umfasst das Territorium der Hauptstadt Delhi, die Bundesstaaten Haryana, Punjab und Himachal Pradesh, die Unionsterritorien Jammu und Kashmir und Ladakh sowie die Distrikte Gautam Buddha Nagar und Ghaziabad des Bundesstaates Uttar Pradesh. Sie hat eine Fläche von rund 950.000 km², auf der etwa 120.000 syro-malabarische Katholiken leben.